# Танака, Макото
Макото Танака (яп. 田中 誠 Танака Макото, 8 августа 1975 года, Сидзуока) — японский футбольный защитник.

## Карьера
На протяжении своей футбольной карьеры выступал за клубы «Джубило Ивата», «Ависпа Фукуока».

## Национальная сборная
С 2004 по 2006 год сыграл за национальную сборную Японии 32 матча.

## Статистика за сборную
| Сборная Японии | Сборная Японии | Сборная Японии |
| Год            | Матчи          | Голы           |
| -------------- | -------------- | -------------- |
| 2004           | 14             | 0              |
| 2005           | 16             | 0              |
| 2006           | 2              | 0              |
| Итого          | 32             | 0              |

## Достижения

### Сборная
- Кубка Азии; 2004

### Командные
- Джей-лиги; 1997, 1999, 2002
- Кубок Императора; 2003
- Кубок Джей-лиги; 1998

### Индивидуальные
- Включён в сборную Джей-лиги; 1998, 2002